# Conocephalaceae
Conocephalaceae je porodica jetrenjarnica u redu Marchantiales.  Ime je dobila po rodu Conocephalum. Postoji 7 rodova.

## Rodovi
1. Anthoconum P. Beauv.
2. Conocephalum Hill
3. Conocephalumites P.C. Wu & C.Q. Guo
4. Fegatella Raddi
5. Hepaticella Léman
6. Nemoursia Mérat
7. Sandea Lindb.